# 指大詞
指大詞（Augmentative），又稱大稱詞，是一些语言中的一种屈折变化，主要接於名詞，部分語言有動詞的變化形，用來表示「大的」、「強的」之意思的構詞變化。指大詞為指小詞的反义词。如西班牙语中，casón '大房子'是caso '房子'的指大词，意大利语中casone '大房子'是casa '房子'的指大词，俄语中домина或домище '大房子'是дом '房子'的指大词等等。